# Grevels-Barrière
Grevels-Barrière (lb. Gréiwelsser Barrière) – mała miejscowość (lieu-dit) w południowym Luksemburgu, w kantonie Luksemburg, w gminie Bertrange. Do 3 października 2015 miejscowość leżała w dystrykcie Luksemburg.